# Anita Beriša
Anita Beriša (alb. Anita Berisha; Požega, 30. januar 1986), hrvatska glumica albanskog porekla.

## Biografija
Studentkinja Pravnog fakulteta u Zagrebu. Od devete godine je član ZKM-a, gde je bila učesnik niza projekata („Plava ptica“, „Kukci“...). Učestvovala je na mnogim festivalima, a 2003. godine i u organiziranju Edered festivala u Budimpešti, Mostaru i Litvaniji i bila aktivna u radionicama glume. U mnogim hrvatskim filmovima i serijama pojavljivala se u ulozi statista.
Šira publika na Balkanu je prepoznaje po ulozi Petre Novak iz RTL sapunice „Zabranjena ljubav“.

## Uloge (televizija)
- „Zabranjena ljubav“ kao Petra Novak-Lončar (2004—2008)
- „Bibin svijet“ kao Devojka iz diska (2010)

## Filmske uloge
- „Smash“ kao Ema (2010)

## Spoljašnje veze
- Anita Beriša на веб-сајту  (језик: енглески)